# Sternorrhyncha
Sternorrhyncha è un raggruppamento sistematico di Insetti dell'ordine dei Rhynchota (sottordine Homoptera).

## Morfologia
Gli Sternorrhyncha comprendono specie esclusivamente fitomize con uno spiccato adattamento morfologico e fisiologico alla fitofagia. La principale caratteristica è la morfologia dell'apparato boccale: la base del rostro è situata fra le coxe delle zampe anteriori e in alcuni raggruppamenti è addirittura incassata nel prosterno; di conseguenza l'apparato boccale è in posizione ventrale e fuoriesce dalle zampe anteriori.
Altri caratteri morfologici tipici degli Sternorrinchi sono le antenne, formate da 3-11 articoli, generalmente lunghe, i tarsi formati da 1 o 2 articoli, le ali completamente membranose (sia quelle anteriori sia quelle posteriori) e con nervatura semplificata. Sono frequenti le forme attere.
La morfologia può risultare notevolmente semplificata in alcuni gruppi sistematici: in particolare si riscontra una semplificazione morfologica nelle femmine e negli stadi di neanide dalla 2ª età in poi di entrambi i sessi nella maggior parte dei Coccoidei, negli stadi preimmaginali degli Aleurodi e negli stadi di neanide dei Psilloidei. Questa semplificazione morfologica si associa con una sostanziale sedentarietà, derivata come estremo adattamento al tipo di alimentazione.

## Biologia
A prescindere dalla complessità morfologica, gli Sternorrinchi in generale sono insetti poco mobili e tendono ad insediarsi più o meno definitivamente sull'organo vegetale attaccato o a spostarsi solo in determinate condizioni. Nei Coccoidei più evoluti, la scarsa mobilità degli stadi giovanili è portata all'estremo con l'involuzione morfologica (Catametaboli) che subiscono le femmine nel corso dello sviluppo, in quanto una volta insediate mantengono definitivamente la posizione.
Fra gli adattamenti anatomo-fisiologici alla fitofagia si segnala l'assenza dei tubi malpighiani e la presenza, frequente, di forme di simbiosi con microrganismi (batteri e saccaromiceti) ospitati in cellule isolate (micetociti) o in organi pluricellulari (micetomi). È inoltre presente la camera filtrante, con l'eccezione di alcuni taxa che dispongono di sistemi alternativi di filtrazione e concentrazione con eliminazione dei glucidi e dell'acqua assorbiti in eccesso. La maggior parte degli Sternorrinchi produce perciò abbondanti quantità di melata. Fanno eccezione gli afidi delle famiglie Phylloxeridae e Adelgidae e le cocciniglie della famiglia Diaspididae.
Sotto l'aspetto etologico è frequente il gregarismo, rappresentato da una forma rudimentale di vita sociale, ma in alcuni casi, ricorrenti fra alcuni afidi galligeni, si riscontrano anche abbozzi di eusocialità, con la comparsa di polimorfismi funzionali assimilabili a quelli degli Isotteri e degli Imenotteri sociali. Va inoltre detto che la produzione di melata associata al gregarismo fa sì che si instaurano fenomeni di simbiosi mutualistica tra la specie fitomiza e i Formicidi, ricorrente fra gli afidi e alcune cocciniglie.
Alla riproduzione sessuale si accompagnano o si sostituiscono del tutto forme di riproduzione basate sulla partenogenesi telitoca. Negli Afidi è in genere presente un ciclo complesso che alterna generazioni anfigoniche a generazioni partenogenetiche. Fra le altre forme di riproduzione particolari che si possono riscontrare fra gli Sternorrinchi vanno segnalate l'ermafroditismo e la viviparità.

## Importanza economica
La spiccata fitofagia e gli adattamenti comportamentali, anatomici e fisiologici fanno di questo raggruppamento uno dei più importanti nell'ambito dell'Entomologia agraria. Gli Sternorrinchi comprendono infatti insetti tristemente noti in campo agricolo per l'entità dei danni direttamente prodotti e, talvolta, anche indirettamente attraverso la trasmissione di virosi. A questo raggruppamento fanno capo, infatti, gli Afidi, le Cocciniglie, le Mosche bianche e le Psille.

## Sistematica
Tradizionalmente gli Sternorrhyncha sono considerati un raggruppamento sistematico inquadrato al rango di Sezione, all'interno del sottordine degli Homoptera. I più recenti schemi tassonomici, tuttavia, elevano questo gruppo al rango di Sottordine, tralasciando la tradizionale suddivisione dei Rincoti in Heteroptera e Homoptera.
La sezione si suddivide in quattro grandi superfamiglie, tutte comprendenti insetti fitofagi di grande importanza agraria, a loro volta suddivise in famiglie:
- Superfamiglia Aleyrodoidea (Mosche bianche):
  - Aleyrodidae

- Superfamiglia Aphidoidea (Afidi)
  - Adelgidae
  - Aphididae
  - Phylloxeridae

- Superfamiglia Coccoidea (Cocciniglie)
  - Aclerdidae
  - Asterolecaniidae
  - Beesoniidae
  - Carayonemidae
  - Cerococcidae
  - Coccidae
  - Dactylopiidae
  - Diaspididae
  - Eriococcidae
  - Halimococcidae
  - Kermesidae
  - Kerriidae
  - Lecanodiaspididae
  - Margarodidae
  - Micrococcidae
  - Ortheziidae
  - Phenacoleachiidae
  - Phoenicococcidae
  - Pseudococcidae
  - Stictococcidae

- Superfamiglia Psylloidea (Psille)
  - Calophyidae
  - Carsidaridae
  - Homotomidae
  - Phacopteronidae
  - Psyllidae
  - Triozidae